# Patrick Juzeau
Patrick Juzeau est un violoniste et chef d'orchestre français né à Bordeaux le 17 juillet 1950 et mort le 9 août 2004 dans la même ville,.

## Biographie
Né à Bordeaux en 1950 dans une famille de musiciens, Patrick Juzeau commence très tôt ses études musicales. Il étudie au conservatoire de Toulouse et obtient en 1970 les premiers prix à l'unanimité et avec félicitations du jury de violon et de musique de chambre.
Il travaille trois années au théâtre du Capitole de Toulouse en tant que violoniste et obtient en 1972 le Certificat d'Aptitude de professeur de violon puis est nommé au conservatoire de Pau. Il travaille la direction avec Jean-Sébastien Bereau, Pierre Dervaux, Jésus Etcheverry et Roberto Benzi. Il obtient en 1976 le prix Emile Vuilermoz, premier prix du 26e concours international de Besançon au Festival de musique de Besançon Franche-Comté.
Il devient ensuite assistant de Roberto Benzi auprès de l'Orchestre national Bordeaux Aquitaine avant d'être nommé chef permanent de l'orchestre des Pays de la Loire. Il est ensuite directeur musical de l'Orchestre national de France, de Bordeaux Aquitaine, du Capitole de Toulouse et de Provence Côte d'Azur. Il est nommé en 1983 professeur au Conservatoire national supérieur de musique et de danse de Lyon. Il dirige régulièrement en Espagne où après avoir été directeur adjoint du cours international de direction d'orchestre de San Sébastian, il est nommé dans cette ville conseiller musical de l'orchestre symphonique d'Euskadi.
Il a enregistré la seule version intégrale française du Petit Ramoneur de Benjamin Britten pour les productions Lucien Adès et Le Petit Ménestrel.
Il est décédé en 2004 à Bordeaux.